# Dicasterio para el Servicio del Desarrollo Humano Integral
El Dicasterio para el Servicio del Desarrollo Humano Integral (Dicasterium ad integram humanam progressionem fovendam en latín) es un dicasterio de la curia romana. Tiene la tarea de «promover la persona humana y su dignidad dada por Dios, los derechos humanos, la salud, la justicia y la paz. Se interesa principalmente por cuestiones relacionadas con la economía y el trabajo, el cuidado de la creación y de la tierra como “casa común”, las migraciones y las emergencias humanitarias».
Fue instituido por el papa Francisco en 2016, empezando a funcionar desde el 1 de enero de 2017. El cardenal Peter KA Turkson fue nombrado su primer prefecto. El prefecto debe contar con la asistencia de un secretario y al menos un subsecretario.

## Descripción
El papa Francisco, mediante el motu proprio Humanam Progressionem, del 17 de agosto de 2016, instituyó este  dicasterio de la Curia romana al que se le enconmendó el trabajo que venían realizando cuatro Consejos pontificios establecidos después del Concilio Vaticano II : Justicia y paz, para la Pastoral de los migrantes e Itinerantes, para la Pastoral de los Agentes Sanitarios y Cor Unum . El papa Francisco le ha conferido la responsabilidad de "asuntos relacionados con los migrantes, los necesitados, los enfermos, los excluidos y marginados, los encarcelados y los desempleados, así como las víctimas de conflictos armados, desastres naturales y todas las formas de esclavitud y tortura".
El 16 de junio de 2017, el papa nombró como secretario del dicasterio a Bruno Marie Duffé, un profesor francés con larga experiencia en derechos humanos y trabajo de socorro. Nicola Riccardi y Segundo Tejado Muñoz fueron nombrados subsecretarios, el 8 de julio de 2017. 
El papa anunció que "temporalmente" dirigiría personalmente la Sección especial para Migrantes y Refugiados como parte del Dicasterio. Llamó al padre jesuita canadiense Michael Czerny (que más tarde sería cardenal) y al italiano escalabrinano Fabio Baggio para ser subsecretarios para asuntos relacionados con refugiados y migrantes. Finalmente, el 1 de enero de 2023 se produjo la integración completa de la Sección de Migrantes y Refugiados en el Dicastero, pasando así a formar parte de su nueva organización.

## Misión y actividades
Los Estatutos del Dicasterio para la Promoción del Desarrollo Humano Integral detalla sus cometidos:
El Dicasterio promueve el desarrollo humano integral a la luz del Evangelio y en la tradición de las enseñanzas sociales de la Iglesia . Con este fin, mantiene relaciones con las Conferencias de Obispos, ofreciéndoles su cooperación para promover los valores relacionados con la justicia y la paz, así como el medio ambiente. 
El Dicasterio también fomenta el cuidado por la humanidad que sufre, incluidos los necesitados, los enfermos y los excluidos, y presta especial atención a las necesidades y problemas de aquellos que se ven obligados a huir de su tierra natal, los apátridas, los marginados, las víctimas de las armas, conflictos y desastres naturales, los encarcelados, los desempleados, las víctimas de las formas contemporáneas de esclavitud y tortura, y otros cuya dignidad está en peligro. Estudia la enseñanza social de la Iglesia y trabaja para ampliar su conocimiento e implementación, y para que las relaciones sociales, económicas y políticas estén cada vez más imbuidas del espíritu del Evangelio. También recopila información e investigaciones en las áreas de justicia y paz, el desarrollo de los pueblos, la promoción y defensa de la dignidad humana y los derechos humanos, como los derechos relacionados con el trabajo, incluido el de los menores; el fenómeno de la migración y la explotación de los migrantes; trata de personas y esclavitud; prisión, tortura y pena capital; desarme y control de armas, así como conflictos armados y sus efectos sobre la población civil y el medio ambiente natural (derecho humanitario). Evalúa estos datos e informa a las agencias episcopales de las conclusiones extraídas, para que puedan intervenir directamente cuando sea apropiado. 
El Dicasterio se esfuerza por garantizar que las Iglesias locales brinden asistencia efectiva y apropiada, tanto material como espiritual, si es necesario también mediante estructuras pastorales adecuadas, a los enfermos, refugiados, exiliados, migrantes, apátridas, trabajadores de circo, nómadas y otras poblaciones itinerantes. Para hacerlo, alienta y coordina las iniciativas de las instituciones católicas comprometidas con el respeto a la dignidad de cada persona y afirmando los valores de la justicia y la paz, y para ayudar a las personas necesitadas, especialmente aquellas instituciones que ayudan a responder a las necesidades más apremiantes, incluido el alivio de desastres. . 
En el cumplimiento de su misión, puede establecer relaciones con asociaciones, institutos y organizaciones no gubernamentales, incluidas las personas ajenas a la Iglesia Católica, que se comprometen a promover la justicia y la paz. También puede entrar en discusión con representantes de los gobiernos civiles y otras instituciones públicas internacionales, con el fin de promover el estudio, profundizar el conocimiento y la conciencia pública sobre los asuntos de su competencia, respetando las competencias de otras oficinas de la Curia romana. 
El Dicasterio para la Promoción del Desarrollo Humano Integral trabaja para fomentar entre los pueblos la sensibilidad por la paz, compromiso con la justicia y solidaridad con aquellos que son más vulnerables, como los migrantes y los refugiados, particularmente a través de las celebraciones del Día Mundial de la Paz, el Día Mundial de Migrantes, el Día Mundial de los Enfermos . Sus actividades incluyen también la presentación del Mensaje Cuaresmal anual del papa.
Mediante rescripto de 30 de septiembre de 2022 el papa Francisco autorizó la transferencia de las competencias de la pastoral del turismo del Dicasterio para el Servicio del Desarrollo Humano Integral a la Sección para las cuestiones fundamentales de la evangelización en el mundo del Dicasterio para la Evangelización.

### Comisión Vaticana COVID-19
El 20 de marzo de 2020, el papa Francisco solicitó al Dicasterio para el Servicio del Desarrollo Humano Integral (DSDHI) la constitución de la Comisión Vaticana COVID-19, para expresar la preocupación de la Iglesia y “preparar el futuro” de cara a los desafíos socioeconómicos que la pandemia de COVID-19 traería consigo.

## Lista de prefectos
- Cardenal Peter Turkson (31 de agosto de 2016 - 31 de diciembre de 2021)
- Cardenal Michael Czerny, S.I., (desde el 23 de abril de 2022)